# Maurice de Barescut
Maurice de Barescut (1865-1960) est un général français dont le nom est surtout associé à la Première Guerre mondiale.

## Biographie

### Origine et formation
Maurice de Barescut est né à Perpignan le 24 juin 1865 dans une famille de la noblesse française.
C'est un ancien élève de l'École polytechnique.

### Carrière militaire
Maurice de Barescut fait partie du corps expéditionnaire de Madagascar en 1895, puis fait campagne en Algérie, une première fois en 1896, puis de 1903 à 1905.
Professeur-adjoint à l'École supérieure de guerre, il est chargé du cours d'artillerie de 1911 à 1914.
Avec le grade de colonel il remplit les fonctions de chef d'état-major de la 2e armée (France), du 22 mars 1915 au 16 décembre 1916. Ses succès, notamment lors des attaques du 4 décembre 1916, lui valent le grade de commandeur de la Légion d'honneur.
Général de brigade à titre temporaire et chargé du commandement par intérim d'une division d'infanterie le 16 décembre 1916, le général de Barescut est nommé aide-major général le 2 mai 1917 et promu à titre définitif le 21 septembre suivant. Il termine au grade de général de division.
Ceux qui l'ont côtoyé le décrivent comme « petit, brun, maigre et vif, très affable, avec un léger accent du Midi » et « une puissance de travail peu commune ». Sa devise était : « Tout le monde travaille en commun ».
La grand-croix de la Légion d'honneur lui est décernée le 16 juillet 1937.

## Écrits
- Préface de Les cahiers de la Victoire : La Gloire de Verdun. Les faits. Le commandement. Le Soldat, La Renaissance du Livre, Paris, 1922